# Walter Winterburn
Walter Winterburn (ou Winterbourne) est un cardinal anglais né vers 1225 à Salisbury, Angleterre et décédé le 24 septembre 1305 à Gênes. Il est membre de l'ordre des dominicains.

## Repères biographiques
Winterburn est provincial de son ordre en Angleterre et familier avec le roi Édouard Ier d'Angleterre.
Winterburn est créé cardinal par le pape Benoît XI lors du consistoire du 19 février 1304. Avec le cardinal Niccolò Alberti, il est envoyé en mission pour examiner la doctrine du franciscain  Piergiovanni Olivi, qui a entrainé beaucoup de troubles dans son ordre, mais il meurt en route.
Il est un poète connu et il est l'auteur de plusieurs œuvres sur la philosophie et la théologie, notamment :
- Commentarium in IV sententiarum libros
- Quaestiones theologicae
- Sermones ad clerum et coram rege habiti